# Cadillac XLR-V
De Cadillac XLR-V is de krachtigste versie van de XLR van de Amerikaanse automobielconstructeur Cadillac. De XLR-V is herkenbaar aan de draadgaas grille, 19" roenspaaks velgen en V-labels op de auto. De auto heeft ook een bolling op de motorkap en vier uitlaatpijpen. Hij is standaard uitgerust met het Magnetic Ride Control-systeem.

Als echte sportwagen is de roadster toch minder geschikt, in bochten verliest hij vrij snel zijn grip en de besturing is een tikje te indirect voor een innig contact met het wegdek. 
— J.P. in Supercar

## Trivia
- In de racegame Test Drive Unlimited is het mogelijk om met de Cadillac XLR-V te rijden.
- De XLR-V is de snelste Cadillac aller tijden.